# Chris Martin
Christopher Anthony John «Chris» Martin (Exeter, Devon, 2 de març de 1977) és un cantant, compositor, guitarrista i pianista molt conegut pel seu grup Coldplay. El seu registre de veu és de baríton i recorre freqüentment al falset. És conegut també pel suport que dona a campanyes pel comerç just i contra la pobresa i la fam arreu del món. Va estar casat amb Gwyneth Paltrow des de 2003 fins 2016.

## Biografia
Martin va néixer a Exeter, Anglaterra, fill d'Anthony i Alison Martin, comptable i professora de música respectivament. El gran de cinc germans, va començar a estudiar a l'escola Hylton School i llavors l'institut Exeter Cathedral School, on va formar la seva primera banda. Posteriorment va assistir a Sherborne School de Dorset, on va conèixer a Phil Harvey, mànager de Coldplay. Va continuar els seus estudis al University College London, on es graduà en filologia grega i llatina. Allà va conèixer tots els altres membres del grup.
Va créixer en un entorn catòlic però després d'un període de confusió espiritual durant la seva adolescència, va declarar que simplement era teista (omniteista) perquè creia en l'existència de Déu però cap en concret, tant li feia que es digués Jesucrist, Al·là, Mahoma o Zeus. Sovint pateix insomni i realitza teràpia del son. En diverses entrevistes va afirmar que algunes idees de cançons provenen de les nits en les quals no aconsegueix dormir o pateix malsons. També va declarar que pateix tinnitus a causa d'escoltar la música molt alta quan era adolescent.
Està casat amb Gwyneth Paltrow des del 5 de desembre de 2003, famosa actriu estatunidenca amb la qual té dos fills: Apple Blythe Alison Martin, la seva primera filla nascuda el 14 de maig de 2004 a Londres i el seu fill Moses Bruce Anthony Martin, que va néixer el 8 d'abril de 2006 a Nova York. L'actor Simon Pegg i el seu company de banda Jonny Buckland són els padrins de la seva filla.
És una persona molt participativa amb temes relacionats amb el comerç just. Ha realitzat moltes col·laboracions amb Oxfam, i va viatjar personalment a Ghana i Haití per estudiar els afectes del comerç injust. Quan Martin actua en directe porta l'abreviació "Make Trade Fair" (MFT) o el signe d'igual (=) a la seva mà esquerra o bé al seu piano. També ha realitzat nombroses crítiques a l'ex-president dels Estats Units George Bush i a la Guerra d'Iraq. És seguidor del partit polític britànic de centredreta Liberal Demòcrates.

## Carrera musical

### Coldplay
Chris Martin va estudiar Filologia clàssica al University College de Londres, on va graduar-se amb honors. Allà va conèixer els seus futurs companys musicals. La primera banda que va formar Martin amb Jonny Buckland, es va dir Pectoral, el 1997 es va unir al grup Guy Berryman i el gener de 1998, Will Champion es va sumar també al grup, i van decidir dir-li Starfish. Chris i Jonnhy van començar a escriure cançons i Guy tocava el baix i també practicava la bateria, però qui la va tocar finalment va ser Will. Finalment el 1998 van canviar el nom de la banda per Coldplay i van començar la carrera que els portaria a l'estrellat des del primer àlbum d'estudi (Parachutes) publicat el 2000.

### Treball en solitari
Martin ha compost diverses cançons per altres artistes com Embrace ("Gravity") o Jamelia ("See It in a Boy's Eyes" co-escrita amb el productor de Coldplay Rik Simpson). També ha col·laborat amb Ron Sexsmith, Faultline, The Streets o Ian McCulloch, i al final de 2004 va cantar amb Band Air 20 la cançó Do They Know It's Christmas?. L'any 2005 va col·laborar amb Nelly Furtado en el senzill "All Good Things (Come to an End)" del seu àlbum Loose (2006).
També va expressar el seu gust pel hip-hop quan el 2006 va col·laborar amb Jay-Z al seu àlbum Kigdom Come. Martin va treballar en la cançó "Beach Chair" i Jay-Z va enviar els canvis al productor de hip hop Dr. Dre per realitzar la mescla. També va col·laborar en l'àlbum One Man Band Man de Swizz Beatz i posteriorment va compartir amb Kanye West una sessió de jazz als Abbey Road Studios.

### Influències
La principal referència de Martin, i també de Coldplay, és la banda escocesa de rock Travis. De fet ell va indicar que va voler crear un grup de música gràcies a ells. Una altra de les seves influències és U2 tant musicalment com políticament, dels quals es considera un gran seguidor i que coneix totes les seves cançons. També destaca a Bono per l'efecte que va tenir en la seva dedicació política i caritativa. L'altra gran influència de Martin és el grup noruec A-ha i en menor mesura, The Beatles, Johnny Cash, Bob Dylan, The Flaming Lips, Pink Floyd, REM, Tom Waits i Neil Young.

### Altres
Ha realitzat dos cameos en les pel·lícules Shaun of the Dead (2004) i Brüno (2009), i també ha estat representat en la sèrie de televisió d'animació The Simpsons (2010).

## Discografia

### En solitari
| Any  | Cançó                               | Artista                      | Àlbum                             | Paper                             |
| ---- | ----------------------------------- | ---------------------------- | --------------------------------- | --------------------------------- |
| 2002 | "Where Is My Boy?"                  | Faultline                    | Your Love Means Everything        | Veu                               |
| 2002 | "Your Love Means Everything, Pt. 2" | Faultline                    | Your Love Means Everything        | Veu                               |
| 2002 | "Gold in Them Hills"                | Ron Sexsmith                 | Cobblestone Runway                | Veu                               |
| 2003 | "Sliding", "Arthur"                 | Ian McCulloch                | Slideling                         | Piano, veus addicionals           |
| 2003 | "See It in a Boy's Eyes"            | Jamelia                      | Thank You                         | Co-compositor, veus addicionals   |
| 2004 | "Everybody's Happy Nowadays"        | Ash                          | Orpheus                           | Veus addicionals                  |
| 2004 | "Gravity"                           | Embrace                      | Out of Nothing                    | Compositor                        |
| 2004 | "Do They Know It's Christmas?"      | Band Aid 20                  | –                                 | Veu                               |
| 2006 | "All Good Things (Come to an End)"  | Nelly Furtado                | Loose                             | Co-compositor, veus addicionals   |
| 2006 | "In the Sun"                        | Michael Stipe                | –                                 | Veus addicionals                  |
| 2006 | "Beach Chair"                       | Jay-Z                        | Kingdom Come                      | Productor, veu                    |
| 2007 | "Homecoming"                        | Kanye West                   | Graduation                        | Co-writer, featured vocals, piano |
| 2009 | "Lukas"                             | Natalie Imbruglia            | Come to Life                      | Co-compositor                     |
| 2009 | "Fun"                               | Natalie Imbruglia            | Come to Life                      | Co-compositor                     |
| 2009 | "Want"                              | Natalie Imbruglia            | Come to Life                      | Co-compositor                     |
| 2009 | "Dove of Peace"                     | Brüno                        | Brüno                             | Veu                               |
| 2010 | "Most Kingz"                        | Jay-Z                        | –                                 | Veu                               |
| 2010 | "Me and Tennessee"                  | Gwyneth Paltrow i Tim McGraw | Country Strong                    | Compositor                        |
| 2012 | "I Don't Want You To Die"           | The Flaming Lips             | The Flaming Lips and Heady Fwends | Veu                               |

## Filmografia

### Televisió
| Any  | Títol        | Paper      | Notes                                             |
| ---- | ------------ | ---------- | ------------------------------------------------- |
| 2006 | Extras       | Ell mateix | "Chris Martin" (Temporada 2: Episodi 4)           |
| 2010 | The Simpsons | Ell mateix | "Million Dollar Maybe" (Temporada 21: Episodi 11) |

### Cinema
| Any  | Títol             | Paper      | Notes                    |
| ---- | ----------------- | ---------- | ------------------------ |
| 2004 | Shaun of the Dead | Ell mateix | Cameo amb Jonny Buckland |
| 2009 | Brüno             | Ell mateix | Cameo                    |